# Один доллар Сьюзен Энтони
Доллар Сьюзен Энтони — монета США номиналом в 1 доллар, выпускавшаяся в 1979–1981 и 1999 годах. На аверсе изображена Сьюзен Энтони (1820–1906) — американская феминистка и борец за гражданские права женщин.

## История
Суммарно монета чеканилась в течение 4 лет. Учитывая непопулярность предыдущей монеты — доллара Эйзенхауэра, связанной с её большим размером, доллар Сьюзен Энтони был сделан значительно меньшего диаметра. Это привело к тому, что его часто путали с меньшей по достоинству 25-центовой монетой, которая повсеместно использовалась в телефонных и других автоматах. В связи с этим — крайне непопулярная монета в США.
Чеканился в Филадельфии (Р), Денвере (D) и Сан-Франциско (S) весьма большими тиражами.
- 1979 P — 360 222 000
- 1979 D — 288 015 744
- 1979 S — 109 576 000
- 1980 P — 27 610 000
- 1980 D — 41 628 708
- 1980 S — 20 422 000
- 1981 P — 3 000 000
- 1981 D — 3 250 000
- 1981 S — 3 492 000
- 1999 P — 35 892 000
- 1999 D — 11 776 000

Монета выводится из обращения.

## Изображение

### Аверс
Аверс монеты окаймлён многоугольником из 11 граней, символизирующим миссию Аполлон-11, которой посвящён реверс монеты. В его центре изображена Сьюзен Энтони, сверху которой помещена надпись «LIBERTY» (с англ. — «Свобода»), справа — «IN GOD WE TRUST» (с англ. — «На Бога уповаем»), снизу — год выпуска монеты. По краям многоугольника размещены 13 звёзд. Справа и снизу под изображением Сьюзен Энтони расположены 2 небольшие буквы FG (начальные буквы имени и фамилии гравёра монеты Франка Гаспарро), а слева от него буква P, D или S. Буква обозначает монетный двор, в котором была отчеканена монета:
- Р — Филадельфия, штат Пенсильвания
- D — Денвер, штат Колорадо
- S — Сан-Франциско, штат Калифорния

### Реверс

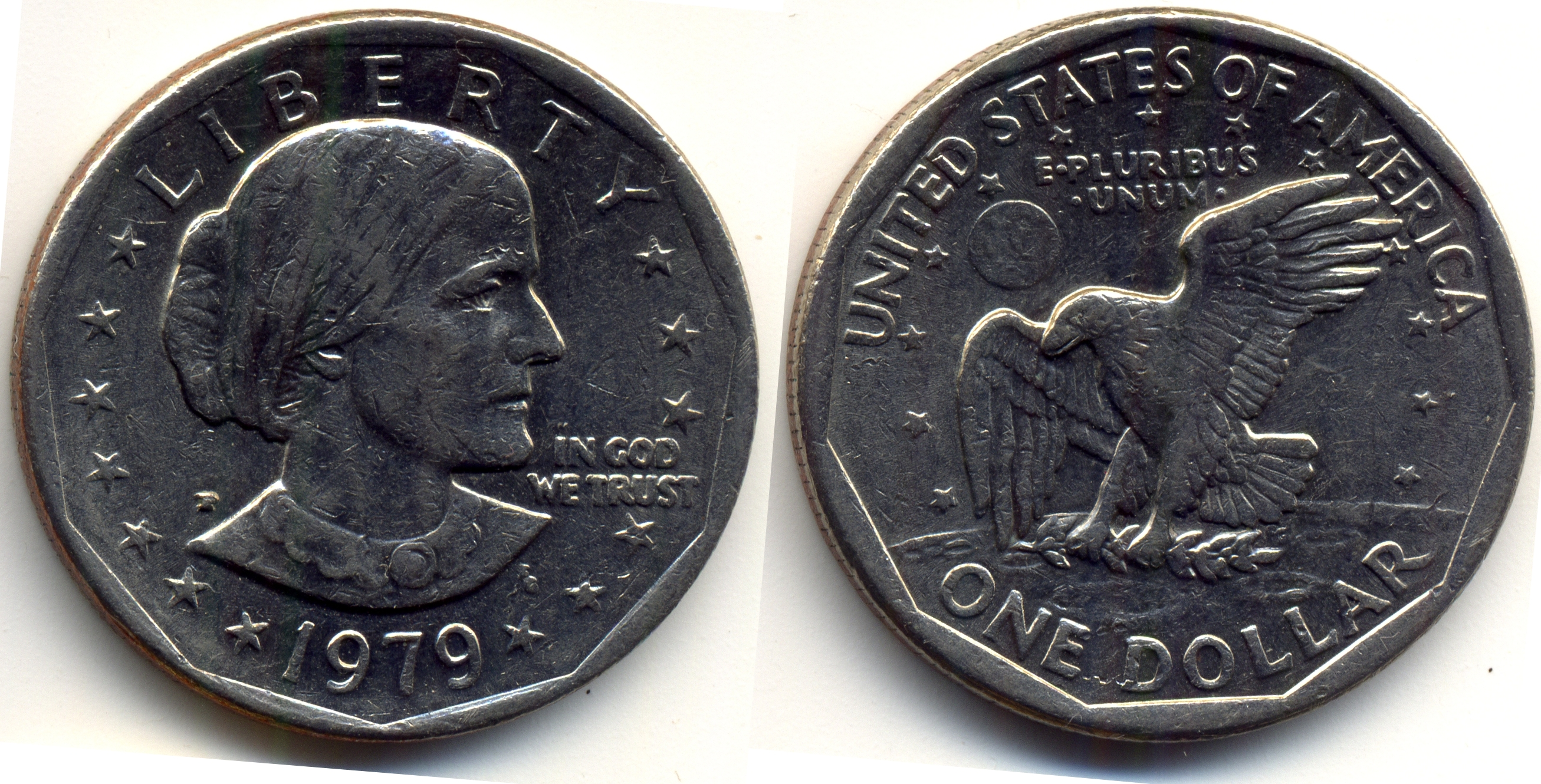
Доллар Сьюзен Энтони, 1979

Реверс схож с таковым доллара Эйзенхауэра и символизирует высадку американцев на Луну. Он, как и аверс, окаймлён многоугольником из 11 граней.
На реверсе изображён символ США — белоголовый орлан, несущий оливковую ветвь и садящийся на поверхность Луны. На заднем плане находится Земля. Буквы FG под хвостом орла — аббревиатура гравёра Франка Гаспарро.
Сверху помещена надпись «UNITED STATES OF AMERICA», под ней меньшего размера «E PLURIBUS UNUM» (с лат. — «Во множестве едины»). Снизу обозначен номинал монеты — «ONE DOLLAR». Также вокруг орла расположены 13 звёзд по количеству первых штатов.